# 필봉
필봉(筆峰)은 경상남도 합천군 청덕면 소례리 정산마을 앞쪽에 자리한 높이 327.5m의 산이다.  국토지리정보원 고시지명 유래에 의하면 봉우리가 붓처럼 생겼다 하여 필봉이라 붙여졌다고 한다.

## 같이 보기
- 한국의 산